# Албрехт III фон Еверщайн
Албрехт III фон Еверщайн (на немски: Albrecht III Graf von Everstein; * ок. 1130 в Еверщайн; † сл. 1197 в Еверщайн) е граф от род Еверщайн в Долна Саксония в замък Еверщайн в района на Холцминден.

## Произход
Той е син на граф Албрехт II фон Еверщайн († сл. 1158). Името на майка му не е известно. Внук е на граф Албрехт (Адалберт) I фон Еверщайн († сл. 1122) и съпругата му Юта/Юдит фон Шваленберг († сл. 1162), дъщеря на граф Видекинд I фон Шваленберг († 1137) и Лутруд/Лутрадис фон Итер († 1149). Потомък е на Конрад I фон Еверщайн (пр. 1120 – 1128) и Мехтхилд фон Итер. Брат е на Конрад фон Еверщайн († сл. 3 юни 1166).
Еверщайните са привърженици и роднини на Хоенщауфените и много се издигат след свалянето на Хайнрих Лъв ок. 1180 г. Албрехт III фон Еверщайн оказва помощ на Фридрих Барбароса срещу Хайнрих Лъв и гвелфите. Фамилията се разделя от около 1200 г. на няколко линии, които измират през 14 век.

## Фамилия
Албрехт III фон Еверщайн се жени 1167 г. за принцеса Рикса Полска (* 1130/1140; † 16 юни 1185) от династия Пясти, вдовица кралят на Кастилия и Леон Алфонсо VII († 1157) и Раймон Беренгар II, граф на Прованс († 1166), дъщеря на полския княз Владислав II Изгнаник († 1159) и Агнес Бабенберг († 1157/1163). Те имат децата:
- Алберт III (Албрехт IV) фон Еверщайн (* 1170; † 19 септември 1214), женен втори път между 1198 и 1202 г. за пфалцграфиня Агнес Баварска (* ок. 1149; † сл. 1219)
- Конрад II фон Еверщайн († ок. 1233), женен за Регенвица

Албрехт III фон Еверщайн се жени втори път или има връзка с Кунигунда фон Бланкенбург.